# 阿尔切
阿尔切，是意大利弗罗西诺内省的一个市镇。总面积39.5平方公里，人口5929人，人口密度150.1人/平方公里（2009年）。ISTAT代码为060008。利里河流过境内。

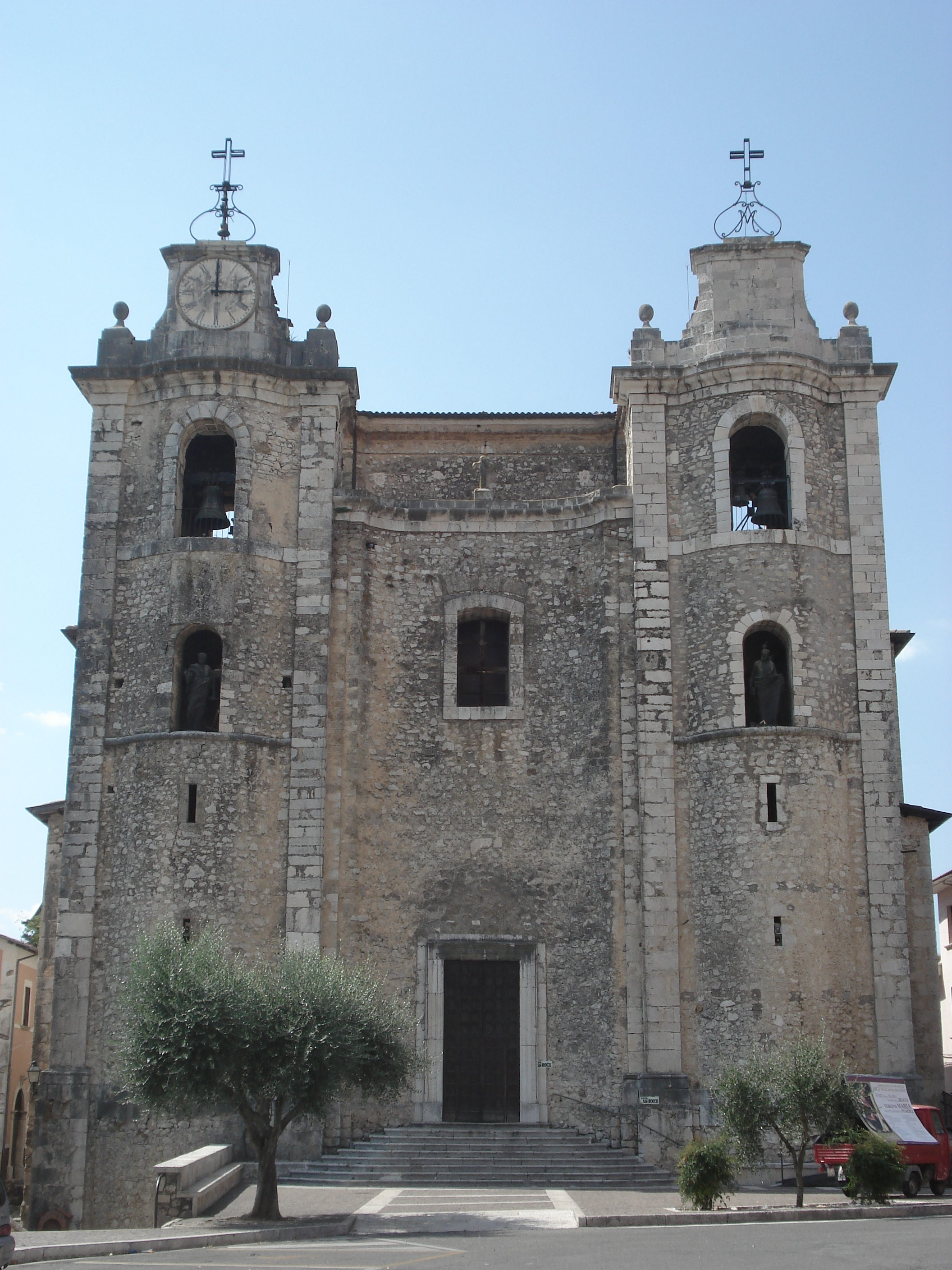
阿尔切教区教堂

## 历史
中世纪时，阿尔切和罗卡达尔切关系密切，阿尔切老城即在罗卡达尔切附近。
阿尔切（Arce）之名来自拉丁语词根，意为要塞。阿尔切最早出现在文献中是7世纪一本匿名作者所写的《拉文纳地理志》中。
702年，贝内文托公国从拜占庭帝国手中夺得该地。846年、877年被撒拉森人占领并洗劫。937年被马扎尔人占领。十世纪末时被卡普阿公国赠给了卡西诺山的修士们，直到1058年，被阿韦尔萨伯爵诺曼人卡普阿的理查德一世夺取。1191年为神圣罗马帝国皇帝亨利六世夺取。在被腓特烈二世私生子曼弗雷迪获得后，1265年，阿尔切又为安茹的查理所夺得。在安茹王朝统治下，阿尔切先是成了坎特尔默家族（Cantelmo）领地，然后又成为了德拉罗韦雷家族的领地。1579年，阿尔切被转卖给了邦孔帕尼家族（Boncompagni）。1796年被那不勒斯王国吞并，正在和教宗国的边境之上，以14块界碑标明边界。
帕特诺珀共和国的法军经过此地撤回法国。1849年，加里波第领导的意大利统一军队经过此地，现镇政府在政府大厅立碑以纪念。1944年5月29日，盟军从卡西诺行军至此，结束了德军对该地的控制。

## 经济
主产葡萄酒、谷物、水果、橄榄及饲料等。工业包括制造业、造纸、食品加工等，规模较小。